# Vatica teysmanniana
Vatica teysmanniana är en tvåhjärtbladig växtart som beskrevs av William Burck. Vatica teysmanniana ingår i släktet Vatica och familjen Dipterocarpaceae. Inga underarter finns listade i Catalogue of Life.